# Vila Nova do Piauí
Vila Nova do Piauí là một đô thị thuộc bang Piauí, Brasil. Đô thị này có diện tích 310,368 km², dân số năm 2007 là 3030 người, mật độ 18,04 người/km².